# Transetto sinistro della basilica inferiore di Assisi

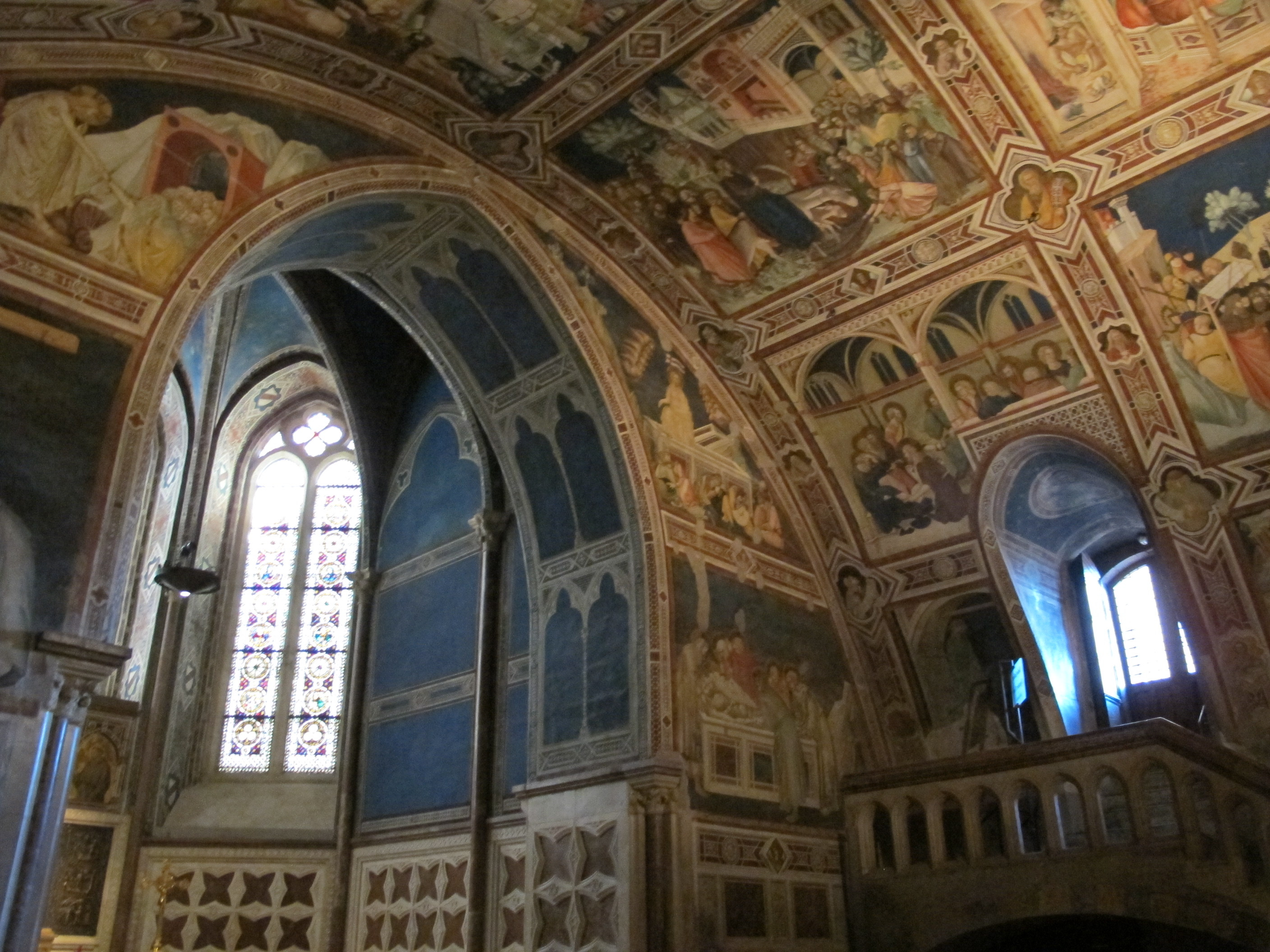
Transetto sinistro della basilica inferiore di Assisi

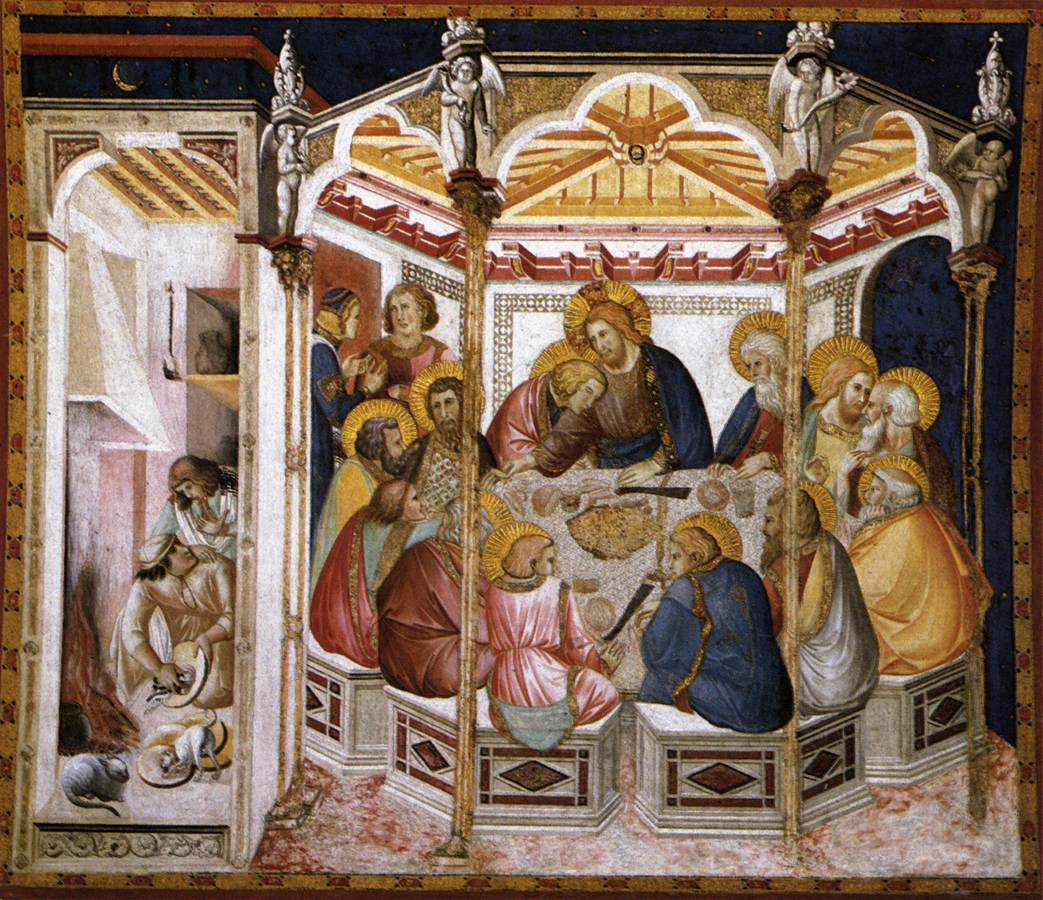
Ultima Cena

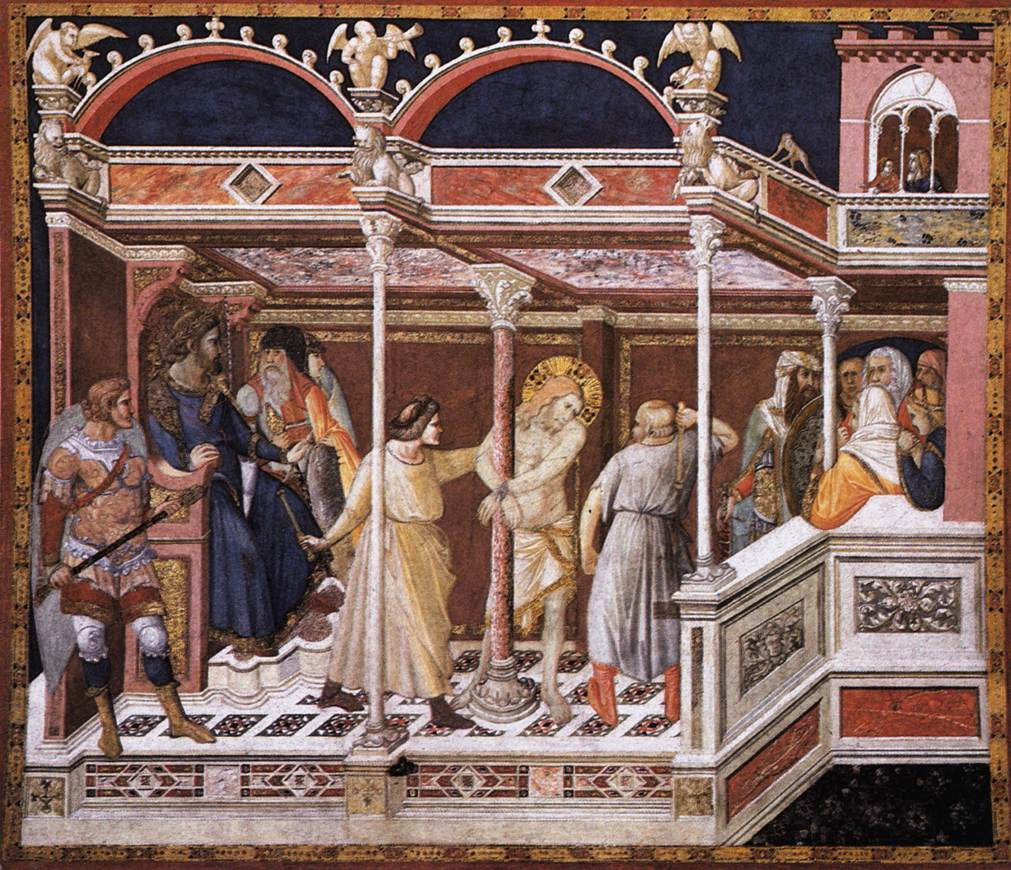
Flagellazione davanti a Pilato

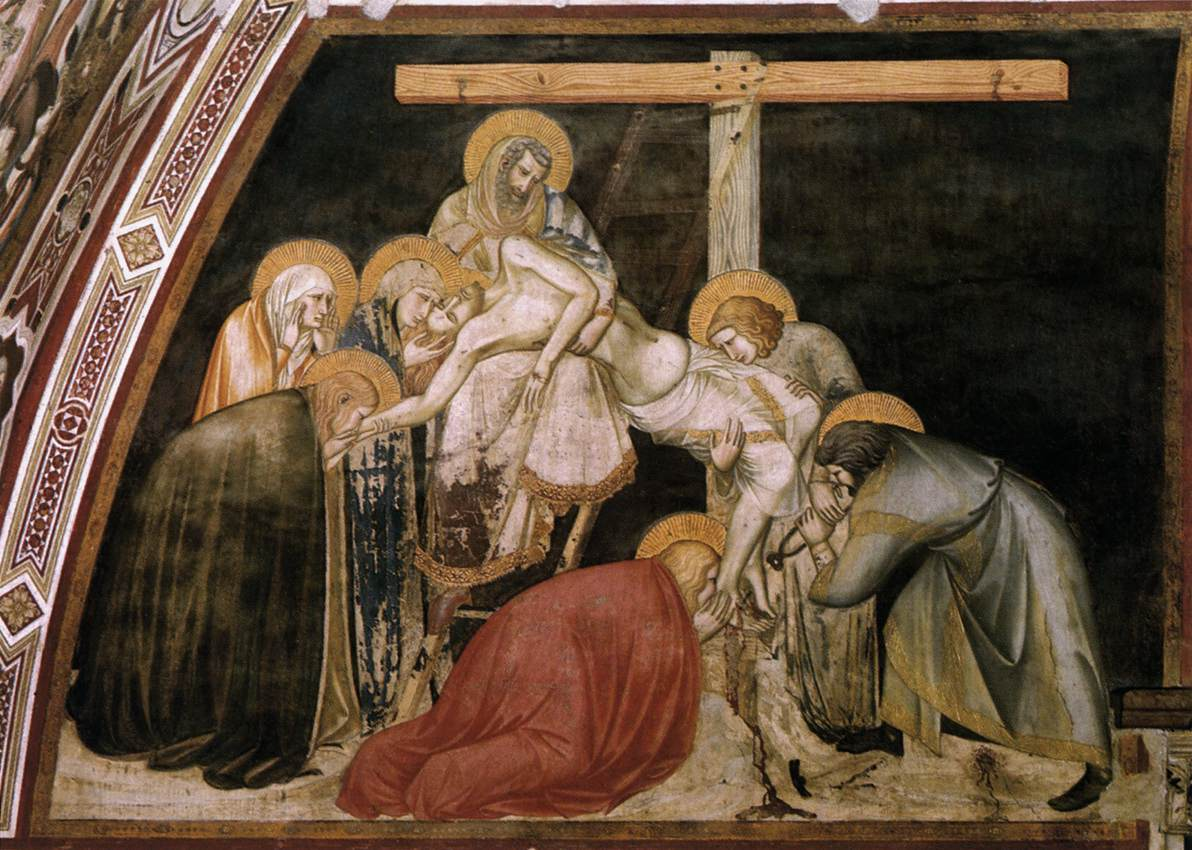
Deposizione dalla croce

Il transetto sinistro della basilica inferiore di Assisi presenta un importante ciclo di affreschi con Storie della Passione di Cristo di Pietro Lorenzetti, databile al 1310-1319 circa. 

## Storia
Vasari attribuì gli affreschi del transetto sinistro a Giotto, Puccio Capanna e Pietro Cavallini, errore perpetrato nei secoli finché Cavalcaselle, nel 1865, non fece il nome di Pietro Lorenzetti, venendo poi confermato da tutta la critica successiva. 
Sulla datazione degli affreschi si sono avute varie ipotesi, a partire da quella del 1320 circa proposta proprio da Cavalcaselle, sulla quale sembra per lo più orientata la maggioranza della critica recente. In ogni caso pare che il 1319 segni una data entro la quale il ciclo doveva essere terminato, prima degli stravolgimenti che videro la cacciata dei guelfi da Assisi e l'instaurazione di un governo ghibellino violento, capeggiato da Muccio di ser Francesco da Bologna: in quell'anno le commissioni papali alla basilica di San Francesco vennero sospese. 
Studi approfonditi sugli intonaci hanno confermato come il transetto sinistro venne affrescato dopo quello destro, riferibile al 1311 circa.

## Elenco delle scene
Le scene si dispiegano sulla volta a botte e sulle pareti della cappella, compresi gli spicchi sopra l'arco che dà alla cappella di San Giovanni. Raffigurano le scene della vita di Cristo ante mortem (la volta) e post mortem (parete verso la cappella di San Giovanni) e si ricollegano a quelle dell'infanzia di Cristo nel braccio opposto della crociera, con la ripetizione della Crocifissione: una doppia presenza che si riscontra anche nella basilica superiore, dove la scena è riprodotta due volte da Cimabue e la sua bottega, secondo un principio non del tutto chiaro; forse i Francescani volevano ribadire la centralità dell'episodio in tutta la decorazione basilicale, magari, come ha ipotizzato Chiara Frugoni, attingendo alle versioni leggermente differenti in ciascuno degli evangelisti. 
- Entrata di Cristo in Gerusalemme
- Lavanda dei piedi
- Ultima Cena
- Cattura di Cristo
- Giuda impiccato
- Flagellazione davanti a Pilato
- Andata al Calvario
- Crocifissione
- Deposizione dalla croce
- Seppellimento di Cristo
- Discesa agli Inferi
- Resurrezione
- San Francesco riceve le stimmate
- Madonna col Bambino tra i santi Francesco a Giovanni Evangelista

Alla base degli affreschi si trovano alcuni riquadri con i santi Rufino, Caterina d'Alessandria, Chiara e Margherita di assistenti del Lorenzetti, e un curioso trompe-l'œil, la Panca vuota. Sotto la Madonna si trovano un Crocifisso e un riquadro di un committente orante (in origine erano forse due, posti simmetricamente). Più sotto si trova la tomba di Maria Apollonia di Savoia (m. 1656), terziaria francescana figlia di Carlo Emanuele I e detta la "regal pellegrina". 
Nella cappella di San Giovanni Battista inoltre dipinse una finta pala d'altare, la Madonna col Bambino tra i santi Giovanni Battista e Francesco.